# Montfaucon (Aisne)
Montfaucon – miejscowość i gmina we Francji, w regionie Hauts-de-France, w departamencie Aisne.
Według danych na styczeń 2014 roku gminę zamieszkiwały 194 osoby, a gęstość zaludnienia wynosiła 13,1 osób/km².